# ستيوارت ويب
ستيوارت ويب (بالإنجليزية: Stuart Webb)‏ هو لاعب دوري الرغبي أسترالي، ولد في 3 سبتمبر 1980 في Uralla, New South Wales ‏ في أستراليا.